# Glossodínia
Glossodínia, também chamada de síndrome da boca ardente (SBA), é a inflamação ou infecção da língua. Provoca inchaço e mudança de cor, além da perda de papilas, causando aparência lisa.
Esta doença pode ser indolor, ou pode causar desconforto da língua e boca. Em alguns casos, pode bloquear as vias respiratórias, com necessidade de intervenção médica (Difteria).